# You Know I'm No Good
«You Know I'm No Good» (En español: «Sabes que No Soy Buena») es el segundo sencillo del álbum Back To Black de la cantante británica Amy Winehouse. La canción fue estrenada el 5 de enero del 2007 en Irlanda, el 8 de enero del mismo año en UK y en febrero del 2008 en Latinoamérica y Estados Unidos. La canción fue escrita por Amy Winehouse y producida por Mark Ronson.
De acuerdo al sistema de información de ventas Nielsen SoundScan, hasta el sábado 23 de julio de 2011, «You Know I'm No Good» vendió alrededor de 729 mil descargas en Estados Unidos. Asimismo, de acuerdo a la revista de música Billboard, en el año 2008, el sencillo alcanzó la posición N.º 77 de su ranking Billboard Hot 100, el más importante de radiodifusión y venta de canciones del país, donde se convirtió en el primer sencillo de Amy Winehouse que figuró en él.
Arctic Monkeys realizaron canción en Jo Whiley Live Lounge de la BBC Radio 1 en su segunda aparición allí, junto con su sencillo en el momento, "Brianstorm". "You Know I'm No Good" fue utilizado en los anuncios de televisión de drama de AMC Mad Men, así como la apertura de ITV Secret Diary of a Call Girl.

## Recepción
La respuesta crítica al sencillo fue positiva. Para la semana del 16 de enero de 2007, la pista fue elegida como el sencillo de la semana en los EE. UU. iTunes Store como descarga gratuita. Newsweek también eligió la canción como su pick de la semana para el 15 de enero del mismo año. Billboard encontró que la pista «en la forma original-no podía ser mejor», sin embargo, reconoció que el remix con Ghostface Killah añadía una «discordancia feroz, bombardeo iónico en la sección media». Las revista People llamó a la canción «al instante memorable».

## Comercial
Winehouse no tuvo ningún éxito en los Estados Unidos, ya que su álbum debut, Frank, no fue lanzado allí hasta noviembre de 2007. En el Billboard Hot 100, «You Know I'm No Good», debutó en el número 91 por encima de «Rehab», que debutó en la lista de la misma semana. El sencillo llegó en el UK Singles Chart en el número 18 para la semana que finalizó el 14 de enero de 2007, en una semana excelente para Winehouse que Back to Black volvió alcanzar la cima en el Reino Unido, su anterior sencillo «Rehab» volvió a entrar en la lista en la posición 20, y Frank reentró en las listas de Reino Unido en el número 62 luego de tres años después de su primer lanzamiento. Hasta la fecha, el sencillo, que se mantuvo en un total de 11 semanas consecutivas en el UK Singles Chart, ha vendido 53 272 copias en el Reino Unido.
Tras su muerte, la canción volvió a entrar en el UK Singles Chart en el puesto 37.

## Video musical
El video fue dirigido por Phil Griffin, quien ya había dirigido el anterior sencillo de Amy, Rehab. El video muestra a Amy, sentada bebiendo un trago, mientras un hombre, al parecer su esposo, le muestra unas fotos. Después, se descubre que Amy le era infiel a su pareja, haciendo alusión al título: «Tú sabes que no soy buena».

## Versiones y formatos
UK CD 1
1. «You Know I'm No Good»
2. «To Know Him Is to Love Him» (NapsterLive Session)

UK CD 2
1. «You Know I'm No Good»
2. «Monkey Man»
3. «You Know I'm No Good» (Skeewiff Mix)

Europa CD single
1. «You Know I'm No Good»
2. «You Know I'm No Good» (con Ghostface Killah)
3. «You Know I'm No Good» (Skeewiff Mix)

## Posicionamientos
| Lista (2007–2011)            | Mejor Posición |
| ---------------------------- | -------------- |
| Australian Singles Chart     | 89             |
| Austrian Singles Chart       | 50             |
| Belgian Tip Chart (Flanders) | 2              |
| Belgian Tip Chart (Wallonia) | 19             |
| Canadian Hot 100             | 54             |
| Danish Singles Chart         | 23             |
| Dutch Single Top 100         | 27             |
| European Hot 100 Singles     | 47             |
| French Singles Chart         | 17             |
| German Singles Chart         | 71             |
| Irish Singles Chart          | 39             |
| Norwegian Singles Chart      | 12             |
| Romanian Top 100             | 39             |
| Slovak Airplay Chart         | 29             |
| Spanish Singles Chart        | 48             |
| Swiss Singles Chart          | 7              |
| UK Singles Chart             | 18             |
| U.S. Billboard Hot 100       | 77             |
| U.S. Hot R&B/Hip-Hop Songs   | 87             |
| U.S. Pop 100                 | 58             |

### Certificaciones
| País        |         |
| ----------- | ------- |
| Switzerland | Platino |